# Nyctemera agacles
Nyctemera agacles är en fjärilsart som beskrevs av Adalbert Seitz 1915. Nyctemera agacles ingår i släktet Nyctemera och familjen björnspinnare. Inga underarter finns listade i Catalogue of Life.